# Lipovica (Lebane)
Lipovica (Lebane) (em cirílico: Липовица) é uma vila da Sérvia localizada no município de Lebane, pertencente ao distrito de Jablanica, na região de Jablanica. A sua população era de 91 habitantes segundo o censo de 2002.

## Demografia
| 1948 | 1953 | 1961 | 1971 | 1981 | 1991 | 2002 | 2011 |
| ---- | ---- | ---- | ---- | ---- | ---- | ---- | ---- |
| 862  | 908  | 903  | 599  | 387  | 249  | 147  | 91   |